# Rusk Holm
Rusk Holm è una piccola isola disabitata nell'arcipelago delle Orcadi, in Scozia.

## Geologia e geografia
L'isola è costituita da arenaria rossa.
Rusk Holm è situata nello Rapness Sound, a ovest di Faray.